# Sales (Colunga)
Sales es una parroquia del concejo asturiano de Colunga. Situada en la zona central del mismo, tiene una extensión de 1,91 km² y una población de 112 habitantes (INE, 2015). Todos ellos viven en el pueblo homónimo, asentado en la N-632 a unos dos kilómetros de la capital del concejo.